# مزدوج الأجنحة
مزدوج الأجنحة (الاسم العلمي: Amphipteryx)، جنس حشرات يعسوبية من مقترنات الأجنحة، وهو الجنس الوحيد في فصيلة مزدوجات الأجنحة. يقتصر وجودها على أمريكا الوسطى من المكسيكإلى هندوراس وغواتيمالا.
تعيش معظم أنواعه في الغابات الاستوائية المطيرة والغابات الضبابية. تستريح على الغطاء النباتي المعلق فوق النزوز والجداول. تعيش اليرقات في الحصى وفضلات الأوراق.
تشمل الفصيلة أو الجنس خمسة أنواع
- Amphipteryx agrioides Selys, 1853 – Montane Relict Damsel[3]
- Amphipteryx chiapensis González, 2010
- Amphipteryx jaroli Jocque & Argueta, 2014
- Amphipteryx meridionalis González, 2010
- Amphipteryx nataliae González, 2010